# 1988 v športu
1988 v športu. 
 
Olimpijsko leto. Poletne so se odvile v Seoulu, Južna Koreja, zimske pa v Calgaryju, Kanada.

## Avto - moto šport
- Formula 1: Ayrton Senna, Brazilija, McLaren – Honda, slavi z osmimi zmagami in 90 točkami, konstruktorski naslov je šel prav tako v roke moštvu McLaren – Honda, ki je osvojilo 199 točk
- 500 milj Indianapolisa: slavil je Rick Mears, iz ZDA, z bolidom Penske/Chevrolet, za moštvo Penske Racing, Inc[1]

## Kolesarstvo
- Tour de France 1988: Pedro Delgado, Španija
- Giro d'Italia: Andrew Hampsten, ZDA

## Košarka
- Pokal evropskih prvakov: Olimpia (Philips) Milan
- NBA: Los Angeles Lakers slavijo s 4 – 3 v zmagah nad Detroit Pistonsi, MVP finala je James Worthy[2]
- Olimpijske igre, moški – Sovjeti osvojijo zlato proti srebrni Jugoslaviji, bron je osvojila ekipa ZDA[3]

## Nogomet
- Pokal državnih prvakov: PSV Eindhoven[4]
- Evropsko prvenstvo v nogometu – Zahodna Nemčija 1988: Nizozemska premaga v finalu s 2 – 0 Sovjete, tretja je Zahodna Nemčija [5]

## Smučanje
- Alpsko smučanje: 
  - Svetovni pokal v alpskem smučanju, 1988
    - Moški: Pirmin Zurbriggen, Švica[6]
    - Ženske: Michela Figini, Švica[7]

  - Alpsko smučanje na Zimskih olimpijskih igrah – Calgary 1988:
  - Moški: 
    - Slalom: Alberto Tomba, Italija
    - Veleslalom: Alberto Tomba, Italija
    - Superveleslalom: Franck Piccard, Francija
    - Smuk: Pirmin Zurbriggen, Švica
    - Kombinacija: Hubert Strolz, Avstrija

  - Ženske:  
    - Slalom: Vreni Schneider, Švica
    - Veleslalom: Vreni Schneider, Švica
    - Superveleslalom: Sigrid Wolf, Avstrija
    - Smuk: Marina Kiehl, Zahodna Nemčija
    - Kombinacija: Anita Wachter, Avstrija
- Nordijsko smučanje: 
  - Svetovni pokal v smučarskih skokih 1988: 
    - Moški: 1. Matti Nykänen, Finska, 2. Pavel Ploc, Češkoslovaška, 3. Primož Ulaga, Jugoslavija[8]
    - Pokal narodov: 1. Finska, 2. Češkoslovaška, 3. Norveška

  - Smučarski skoki na Zimskih olimpijskih igrah – Calgary 1988: 
    - Manjša skakalnica: Matti Nykänen, Finska
    - Večja skakalnica: Matti Nykänen, Finska
    - Ekipno: 1. Finska, 2. Jugoslavija, 3. Norveška

## Tenis
- Turnirji Grand Slam za moške:
  - 1. Odprto prvenstvo Avstralije: Mats Wilander, Švedska[9]
  - 2. Odprto prvenstvo Francije: Mats Wilander, Švedska
  - 3. Odprto prvenstvo Anglije – Wimbledon: Stefan Edberg, Švedska[10]
  - 4. Odprto prvenstvo ZDA: Mats Wilander, Švedska
- Turnirji Grand Slam za ženske:
  - 1. Odprto prvenstvo Avstralije: Steffi Graf, Nemčija[11]
  - 2. Odprto prvenstvo Francije: Steffi Graf, Nemčija
  - 3. Odprto prvenstvo Anglije – Wimbledon: Steffi Graf, Nemčija[12]
  - 4. Odprto prvenstvo ZDA: Steffi Graf, Nemčija
- Davisov pokal: Zahodna Nemčija slavi s 4-1 nad Švedsko[13]
- Tenis na olimpijskih igrah, 1988: 
  - Moški posamično: Miloslav Mečíř, Češkoslovaška
  - Ženske posamično: Steffi Graf, Nemčija
  - Moške dvojice: Ken Flach & Robert Seguso, ZDA
  - Ženske dvojice: Pam Shriver & Zina Garrison, ZDA

## Hokej na ledu
- NHL – Stanleyjev pokal: Edmonton Oilers slavijo s 4 proti 0 napram Boston Bruins
- Olimpijada: zlati Sovjeti slavijo pred srebrno Finsko, tretja in bronasta je Švedska

## Rojstva
- 6. januar: John Hughes, kanadski hokejist
- 16. januar: Nicklas Bendtner, danski nogometaš
- 20. januar: Jan Muršak, slovenski hokejist
- 27. januar: Maja Vtič, slovenska smučarska skakalka
- 14. februar: Ángel Di María, argentinski nogometaš
- 18. februar: Andreas Wank, nemški smučarski skakalec
- 21. februar: Damir Dugonjič, slovenski plavalec
- 23. februar: Matic Skube, slovenski alpski smučar
- 24. februar: Žiga Jeglič, slovenski hokejist
- 10. marec: Ivan Rakitić , hrvaški nogometaš
- 30. marec: Larisa Yurkiw, kanadska alpska smučarka
- 11. maj: Severin Freund, nemški smučarski skakalec
- 25. maj: Anémone Marmottan, francoska alpska smučarka
- 9. junij: Sara Isaković, slovenska plavalka
- 30. junij: Mitja Mežnar, slovenski smučarski skakalec
- 2. avgust: Robert Hrgota, slovenski smučarski skakalec
- 21. avgust: Robert Lewandowski, poljski nogometaš
- 27. september: Maruša Ferk, slovenska alpska smučarka
- 29. september: Kevin Durant, ameriški košarkar
- 15. oktober: Mesut Özil, turški nogometaš
- 6. december: Jure Dolenec, slovenski rokometaš

## Smrti
- 5. januar: Pete Maravich, ameriški košarkar, (* 1947)
- 12. januar: Piero Taruffi, italijanski dirkač Formule 1, (* 1906)
- 28. januar: Åke Olsson, švedski hokejist, (* 1917)
- 5. februar: Nini von Arx-Zogg, švicarska alpska smučarka (* 1907)
- 29. februar: Kaare Wahlberg, norveški smučarski skakalec, (* 1912)
- 15. marec: Thord Flodqvist, švedski hokejist (* 1926)
- 17. maj: Ilona Elek, madžarska sabljačica (* 1907)
- 14. avgust: Enzo Ferrari, italijanski dirkač in konstruktor, ustanovitelj Ferrarija (* 1898)
- 21. avgust: Eino Kirjonen, finski smučarski skakalec, (* 1933)
- 22. avgust: Karl Ebb, finski dirkač, plavalec, atlet, kolesar in alpski smučar (* 1896)
- 3. september: Richard Torriani, švicarski hokejist, (* 1911)
- 10. december: Aleksander Vinogradov, ruski hokejist (* 1918)
- 11. december: Wilhelm Petersén, švedski hokejist (* 1906)
- 30. december: Nikolaj Sologubov, ruski hokejist, (* 1924)
- † 1988: Gunnar Andersen, norveški smučarski skakalec (* 1909)